# طراح دکور (فیلم)
طراح دکور (انگلیسی: The Decorator) یک فیلم کمدی صامت کوتاه آمریکایی به کارگردانی جس رابینز است که در سال ۱۹۲۰ منتشر شد. از بازیگران این فیلم می‌توان به اولیور هاردی، کتلین مایرز، اولین نلسون و جیمی اوبری اشاره کرد.